# Phrynobatrachus natalensis
Phrynobatrachus natalensis es una especie  de anfibios de la familia Phrynobatrachidae.

## Distribución geográfica
Se encuentra en Angola, Benín, Botsuana, Burundi, Camerún, República Centroafricana, República del Congo, República Democrática del Congo, Costa de Marfil, Eritrea, Etiopía, Gambia, Ghana, Guinea, Guinea-Bissau, Kenia, Liberia, Malaui, Malí, Mozambique, Namibia, Nigeria, Ruanda,  Senegal, Sierra Leona, Sudáfrica, Sudán, Sudán del Sur, Suazilandia, Tanzania, Togo, Uganda, Zambia, Zimbabue y, posiblemente en Burkina Faso, Chad, Lesoto y sur de Mauritania.